# Lavori socialmente utili
I lavori socialmente utili (in acronimo LSU), in Italia, sono delle particolari figure di lavoratori che consentono la partecipazione ad iniziative di pubblica utilità limitate nel tempo per soggetti svantaggiati nel mercato del lavoro.

## Storia
Una delle prime norme in tema fu la legge 24 luglio 1981, n. 390 che introdusse la possibilità per i residenti nelle regioni del meridione d'Italia di impiegare temporaneamente disoccupati e titolari di un trattamento di integrazione salariale, in opere e servizi di pubblica utilità. Successivamente nuove disposizioni vennero introdotte col Protocollo sulla politica dei redditi e dell'occupazione, sugli assetti contrattuali, sulle politiche del lavoro e sul sostegno al sistema produttivo del 23 luglio 1993, al fine di utilizzare i lavoratori espulsi dalle medie e grandi imprese ai quali veniva erogata la CIGS (Cassa integrazione guadagni straordinaria) dalle casse dello Stato. Si decise quindi, a fronte di quel costo sostenuto, di adibire tali lavoratori ad attività rivolte alla collettività (cosiddetti socialmente utili) presso i comuni di residenza, utilizzandone le professionalità e capacità lavorative.
Alcuni interventi legislativi successivi hanno disciplinato la materia con frammentazione, ricordiamo in tema la legge 19 luglio 1994, n. 451 e la legge 28 novembre 1996, n. 608. Una risistemazione organica dell'istituto si ebbe solo con il decreto legislativo 1º dicembre 1997, n. 468 (parte del pacchetto Treu). In seguito, i lavori socialmente utili sono stati estesi anche ai lavoratori in mobilità ed ai disoccupati di lunga durata. Il decreto del Ministero della Giustizia n. 26 marzo 2001 ha creato una nuova categoria - quella dei lavoratori di pubblica utilità (LPU) rientrante nella stessa tipologia e destinata ad individuare un tipo di sanzione penale sostitutiva alternativa alla detenzione. Il d.lgs. 14 settembre 2015, n. 150 ne ha ulteriormente ridefinito la disciplina, abrogando la norma del 1997 ma nel contempo affermandone la retroattività per i rapporti instaurati prima dell'entrata in vigore del decreto del 2015.

## Disciplina normativa
Secondo il d. lgs. n. 468/1997 i progetti di lavori di pubblica utilità sono promossi dalle pubbliche amministrazioni italiane, generalmente enti locali, o anche soggetti di diritto privato autorizzati dai ministeri competenti e debbono rientrare nei settori della cura della persona, dell'ambiente, del territorio e della natura, dello sviluppo rurale, montano e dell'acquacoltura; nei settori del recupero e della riqualificazione degli spazi urbani e dei beni culturali, con particolare riguardo ai seguenti ambiti:
- cura e assistenza all'infanzia, all'adolescenza, agli anziani; riabilitazione e recupero di tossicodipendenti, di portatori di handicap e di persone detenute, nonché interventi mirati nei confronti di soggetti in condizioni di particolare disagio e emarginazione sociale;
- raccolta differenziata, gestione di discariche e di impianti per il trattamento di rifiuti solidi urbani, tutela della salute e della sicurezza nei luoghi pubblici e di lavoro, tutela delle aree protette e dei parchi naturali, bonifica delle aree industriali dismesse e interventi di bonifica dall'amianto;
- miglioramento della rete idrica, tutela degli assetti idrogeologici e incentivazione dell'agricoltura biologica, realizzazione delle opere necessarie allo sviluppo e alla modernizzazione dell'agricoltura anche delle zone di montagna, della silvicoltura, dell'acquacoltura e dell'agriturismo;
- piani di recupero, conservazione e riqualificazione, ivi compresa la messa in sicurezza degli edifici a rischio; di aree urbane, quartieri nelle città e centri minori, in particolare di montagna; adeguamento e perfezionamento del sistema dei trasporti; interventi di recupero e valorizzazione del patrimonio culturale; iniziative dirette al miglioramento delle condizioni per lo sviluppo del turismo.

La sentenza del Consiglio di Stato n. 3664/2007, richiamando quanto già espresso nella sentenza n. 1253/2007, ha sottolineato che:

## Riferimenti normativi
- Legge 24 giugno 1997, n. 196 Norme in materia di promozione dell'occupazione pubblicata nella Gazzetta Ufficiale n. 154 del 4 luglio 1997, supplemento ordinario n. 136
- Decreto Legislativo 1º dicembre 1997, n. 468 Revisione della disciplina sui lavori socialmente utili, a norma dell'articolo 22 della legge 24 giugno 1997, n. 196 pubblicato nella Gazzetta Ufficiale n. 5 dell'8 gennaio 1998
- Decreto legislativo 7 agosto 1997, n. 280 Attuazione della delega conferita dall'articolo 26 della legge 24 giugno 1997, n. 196, in materia di interventi a favore di giovani inoccupati nel Mezzogiorno pubblicato nella Gazzetta Ufficiale n. 199 del 27 agosto 1997
- Decreto Ministero del Lavoro 24 febbraio 1998 Individuazione delle Agenzie di promozione di lavoro e di impresa ai fini dello svolgimento delle attività dell'art 2 D.L.vo n. 468/97 pubblicato nella Gazzetta Ufficiale n. 64 del 18 marzo 1998
- Circolare del Ministero del Lavoro n. 119/1997.
- Circolare del Ministero del Lavoro n. 163/1997.
- Circolare del Ministero del Lavoro n. 32/2000 - Direzione Generale dei Rapporti di Lavoro
- Circolare del Ministero del Lavoro n. 273/05.01.003 del 30 gennaio 2001
- Art. 45 della Legge 17 maggio 1999, n. 144 - Misure in materia di investimenti, delega al Governo per il riordino degli incentivi all'occupazione e della normativa che disciplina l'INAIL, nonché disposizioni per il riordino degli enti previdenziali.
- Decreto legislativo 28 febbraio 2000, n. 81 - Integrazioni e modifiche della disciplina dei lavori socialmente utili, a norma dell'articolo 45, comma 2, della legge 17 maggio 1999, n. 144
- Art. 6 del Decreto-Legge 3 settembre 2019, n. 101 - Disposizioni urgenti per la tutela del lavoro e per la risoluzione di crisi aziendali.